# Hovedstadens Brugsforening
Hovedstadens Brugsforening (HB) var en sammanslutning av kooperativa föreningar, med anknytning till Socialdemokraterne och arbetarrörelsen, i Köpenhamn.
Sammanslutningen bildades 1916 av 16 kooperativa föreningar. Till en början blev denna bemött med skepsis från arbetarrörelsens topp, som betraktade den som en avart av böndernas kooperativa föreningar, men blev tidigt populär bland de meniga medlemmarna. HB kom att dominera den kooperativa rörelsen i huvudstaden och landets övriga större städer, särskilt på Själland. Deras motpart var Fællesforeningen for Danmarks Brugsforeninger (FDB), som dominerade den danska landsbygden och de mindre centralorterna, och var baserad i bonderörelsen med anknytning till partiet Venstre.
HB blev tidigt pionjärer inom detaljhandeln i Danmark. Redan 1947 gjordes ett kooperativ i stadsdelen Bispebjerg om till en självbetjäningsbutik på försök, och därmed togs de första stegen till snabbköpets införande i Danmark. I och med det stigande förbruket i hela Danmark kom HB under 1960-talet att utvidga sin verksamhet också utanför Köpenhamn. Flera lokala och regionala kooperativ kom att ansluta sig till HB, varav den första var Holbæk- og omegns brugsforening. Från och med 1963 kom även kooperativ på Fyn och Jylland att ansluta sig till HB. År 1965 blev HB Danmarks största detaljhandelskedja och året efter beräknades medlemsantalet till c:a 400 000 människor. Genom stora investeringar kom ett antal på 60 butiker att drivas av HB 1965, men trots framgången blev dessa investeringar för tunga för HB ensamt och 1 januari 1973 fusionerades man med huvudkonkurrenten FDB. Vid fusionen bestod HB av 272 butiker.
Med bakgrund i två olika politiska rörelser bestämdes det vid fusionen att alla kooperativen skulle vara politiskt obundna. Det uppstod dock vissa oenigheter med arbetarkooperativen direkt efter fusionen, däribland med kooperationen Enigheden i Köpenhamn, som av FDB byttes ut mot Trifolium som dess mjölkleverantör. Samma sak hände i Aarhus, där man bytte ut Enigheden mot MD Foods.